# Artiom Zaharov
Artjom Aleksejevitsj Zacharov (Russisch: Артём Алексеевич Захаров) (Petropavl, 27 oktober 1991) is een Kazachs baan- en wegwielrenner die anno 2023 rijdt voor de opleidingsploeg van Astana Qazaqstan.

## Carrière
Op 5 februari 2016 tekenden Zacharov en Dias Omirzakov een contract voor twee jaar bij Astana. Beide renners krijgen zo de kans om een wegprogramma te rijden in voorbereiding op de Olympische Spelen. Zacharov maakte zijn debuut in de Ronde van Qatar. Op de Olympische Spelen nam hij deel aan het omnium, waar hij met 111 punten op de tiende plaats eindigde. In 2017 werd hij Kazachs kampioen op de weg.
In 2021 nam hij deel aan de Olympische Zomerspelen 2020 op het onderdeel omnium hier eindigde hij als veertiende met 62 punten.

## Palmares

### Baanwielrennen
| Jaar | KK              | AK                                                        | WK | Overig                                      |
| ---- | --------------- | --------------------------------------------------------- | -- | ------------------------------------------- |
| 2012 |                 | Ploegkoers · Ploegenachtervolging                         |    |                                             |
| 2013 |                 | Omnium                                                    |    | Track Asia Cup: Omnium                      |
| 2014 | Achtervolging   |                                                           |    |                                             |
| 2015 | Scratch · Omium | Omnium                                                    |    | Gent: Achtervolging                         |
| 2016 |                 | Omnium                                                    |    |                                             |
| 2017 |                 | Achtervolging · Ploegkoers                                |    |                                             |
| 2018 |                 | Achtervolging · omnium                                    |    | Aziatische Spelen: · Achtervolging · Omnium |
| 2019 |                 | Omnium · Puntenkoers · Koppelkoers · Ploegenachtervolging |    |                                             |
| 2020 |                 |                                                           |    |                                             |
| 2021 |                 |                                                           |    |                                             |
| 2022 |                 | Omnium · Koppelkoers                                      |    |                                             |
| 2023 |                 | Omnium · Ploegenachtervolging                             |    | Aziatische Spelen: · Koppelkoers            |

### Wegwielrennen
2017
 Kazachs kampioen op de weg, Elite

### Resultaten in voornaamste wedstrijden
|      | \| Jaar \| Milaan-San Remo \| Gent-Wevelgem \| Ronde van Vlaanderen \| \| ---- \| --------------- \| ------------- \| -------------------- \| \| 2020 \| \| \| opgave \| \| 2021 \| \| 61e \| 91e \| \| 2022 \| 117e \| opgave \| 86e \| |               |                      |
| Jaar | Milaan-San Remo | Gent-Wevelgem | Ronde van Vlaanderen |
| 2020 | |               | opgave               |
| 2021 | | 61e           | 91e                  |
| 2022 | 117e | opgave        | 86e                  |

## Ploegen
- 2014 –  Vino 4ever (vanaf 1-9)
- 2015 –  Seven Rivers Cycling Team (vanaf 11-6)
- 2016 –  Astana Pro Team (vanaf 5-2)
- 2017 –  Astana Pro Team
- 2018 –  Astana Pro Team
- 2019 –  Astana Pro Team
- 2020 –  Astana Pro Team
- 2021 –  Astana-Premier Tech
- 2022 –  Astana Qazaqstan
- 2023 –  Astana Qazaqstan Development Team

Agnoli · Aru · Ayazbajev · Boom · Capecchi · Cataldo · De Vreese · Fominykh · Fuglsang · Groezdev · Guardini · Hryvko · Kamışev · Kangert · Loetsenko · López · Malacarne · Nibali · Ömirzaqov · Qojatajev · Rosa · Sánchez · Scarponi · Smukulis · Tiralongo · Tlewbajev · Vanotti · Westra · Zacharov · Zejts · Bïjigitov (stagiair) · Koelimbetov (stagiair)
Aru · Bilbao · Bïjigitov · Breschel · Cataldo · De Vreese · Fominykh · Fuglsang · Gatto · Groezdev · Hansen · Hryvko · Kamışev · Kangert · Korsæth · Loetsenko · López · Minali · Moser · Qojatajev · Sánchez · Scarponi · Stalnov · Tiralongo · Tlewbajev · Tsjernetski · Valgren · Zacharov · Zejts · Gïdïç (stagiair) · Lauk (stagiair)
Bilbao · Bïjigitov · Cataldo · Cort · De Vreese · Fominykh · Fraile · Fuglsang · Gatto · Gïdïç · Groezdev · Hansen · Hirt · Houle · Hryvko · Kangert · Korsæth · Loetsenko · López · Minali · Moser · Qojatajev · Sánchez · Stalnov · Tlewbajev · Tsjernetski · Valgren · Villella · Zacharov · Zejts
Ballerini · Bilbao · Bïjigitov · Boaro · Bohórquez · Cataldo · Contreras · Cort · De Vreese · Fominykh · Fraile · Fuglsang · Gïdïç · Gregaard · Groezdev · Hirt · Houle · G. Izagirre · J. Izagirre · Kudus · Loetsenko · López · Natarov · Sánchez · Stalnov · Villella · Zacharov · Zejts
Aranburu · Bïjigitov · Boaro · Bohórquez · Contreras · De Vreese · Felline · Fominykh · Fraile · Fuglsang · Gïdïç · Gregaard · Groezdev · Houle · G. Izagirre · J. Izagirre · Kudus · Loetsenko · López · Martinelli · Natarov · Pronskïÿ · Rodríguez · Sánchez · Stalnov · Tejada · Vlasov · Zacharov
Aranburu · Battistella · Boaro · Broesenski · Contreras · de Bod · Fjodorov · Felline · Fraile · Fuglsang · Gïdïç · Gregaard · Groezdev · Houle · G. Izagirre · J. Izagirre · Kudus · Loetsenko · Martinelli · Natarov · Perry · Piccolo tot 31 mei · Pronskïÿ · Rodríguez · Romo · Sánchez · Sobrero · Stalnov · Tejada · Vlasov · Zacharov
Basso · Battistella · Boaro · Broesenski · Conti · de Bod · de la Cruz · Dombrowski · Fjodorov · Felline · Gazzoli (tot 10/8) · Gïdïç · Groezdev · Henao (tot 31/07) · López · Loetsenko · Martinelli · Moscon · Natarov · A. Nibali · V. Nibali · Nurlykhassym · Pronskïÿ · Raboesjenka · Romo · Scaroni (vanaf 28/07) · Tejada · Velasco · Zacharov · Zejts · Chzhan (stagiair) · Syritsa (stagiair)